# Renato (futbolista)
Carlos Renato Frederico (nacido el 21 de febrero de 1957) es un exfutbolista brasileño que se desempeñaba como centrocampista.
Renato jugó 22 veces y marcó 3 goles para la selección de fútbol de Brasil entre 1979 y 1987.

## Trayectoria

### Clubes
| Club             | País   | Año         |
| ---------------- | ------ | ----------- |
| Guarani          | Brasil | 1975 - 1980 |
| São Paulo        | Brasil | 1980 - 1984 |
| Botafogo         | Brasil | 1985        |
| Atlético Mineiro | Brasil | 1986 - 1989 |
| Yokohama Marinos | Japón  | 1989 - 1992 |
| Kashiwa Reysol   | Japón  | 1993        |
| Ponte Preta      | Brasil | 1994 - 1996 |
| Taubaté          | Brasil | 1997        |

### Selección nacional
| Selección | País   | Año         |
| --------- | ------ | ----------- |
| Absoluta  | Brasil | 1979 - 1987 |

## Estadística de equipo nacional
| Año   | Part. | Goles |
| ----- | ----- | ----- |
| 1979  | 1     | 0     |
| 1980  | 6     | 0     |
| 1981  | 3     | 0     |
| 1982  | 2     | 1     |
| 1983  | 8     | 1     |
| 1984  | 0     | 0     |
| 1985  | 0     | 0     |
| 1986  | 0     | 0     |
| 1987  | 2     | 1     |
| Total | 22    | 3     |

## Palmarés

### Títulos nacionales
| Título             | Club             | País  | Año  |
| ------------------ | ---------------- | ----- | ---- |
| Copa del Emperador | Yokohama Marinos | Japón | 1992 |